# Aristolochia billardieri
Aristolochia billardieri là một loài thực vật có hoa trong họ Aristolochiaceae. Loài này được Jaub. & Spach mô tả khoa học đầu tiên năm 1844.